# Seiyo
Seiyo (西予市, Seiyo-shi) är en stad i den japanska prefekturen Ehime på den västra delen av ön Shikoku. Staden bildades 1 april 2004 när de fem kommunerna Akehama, Mikame, Nomura, Shirokawa och Uwa slogs samman. 